# Diskografie Black Eyed Peas
Toto je seznam doposud vydané diskografie americké hiphopové skupiny Black Eyed Peas.

## Alba

### Studiová alba
| Název                                                                                   | Detaily o albu                                           | Umístění v hitparádách | Umístění v hitparádách | Umístění v hitparádách | Umístění v hitparádách | Umístění v hitparádách | Umístění v hitparádách | Umístění v hitparádách | Umístění v hitparádách | Umístění v hitparádách | Umístění v hitparádách | Prodeje                                        | Certifikace |
| Název                                                                                   | Detaily o albu                                           | US                     | AUS                    | AUT                    | CAN                    | FRA                    | GER                    | NL                     | NZ                     | SWI                    | UK                     | Prodeje                                        | Certifikace |
| --------------------------------------------------------------------------------------- | -------------------------------------------------------- | ---------------------- | ---------------------- | ---------------------- | ---------------------- | ---------------------- | ---------------------- | ---------------------- | ---------------------- | ---------------------- | ---------------------- | ---------------------------------------------- | --- |
| Behind the Front                                                                        | - Vydáno: 30. června 1998 - Vydavatelství: Interscope    | 129                    | —                      | —                      | —                      | 149                    | —                      | —                      | —                      | —                      | —                      | - US: 197,000                                  | |
| Bridging the Gap                                                                        | - Vydáno: 26. září 2000 - Vydavatelství: Interscope      | 67                     | 37                     | —                      | —                      | —                      | 82                     | —                      | 18                     | —                      | —                      | - US: 258,000                                  | - RMNZ: Gold |
| Elephunk                                                                                | - Vydáno: 24. června 2003 - Vydavatelství: A&M           | 14                     | 1                      | 3                      | 2                      | 2                      | 6                      | 5                      | 2                      | 1                      | 3                      | - US: 3,204,000 - GER: 200,000                 | - RIAA: 2× Platinum - ARIA: 4× Platinum - BPI: 5× Platinum - BVMI: Platinum - IFPI AUT: Gold - IFPI SWI: Platinum - MC: 7× Platinum - RMNZ: 4× Platinum - SNEP: Platinum   |
| Monkey Business                                                                         | - Vydáno: 7. června 2005 - Vydavatelství: A&M            | 2                      | 1                      | 2                      | 1                      | 1                      | 1                      | 3                      | 1                      | 1                      | 4                      | - US: 4,272,000 - UK: 1,065,834                | - RIAA: 3× Platinum - ARIA: 6× Platinum - BPI: 3× Platinum - BVMI: Platinum - IFPI AUT: Gold - IFPI SWI: 2× Platinum - MC: 6× Platinum - RMNZ: 4× Platinum - SNEP: 2× Gold |
| The E.N.D.                                                                              | - Vydáno: 9. června 2009 - Vydavatelství: Interscope     | 1                      | 1                      | 5                      | 1                      | 1                      | 2                      | 8                      | 1                      | 2                      | 3                      | - US: 3,200,000 - FRA: 710,000 - UK: 1,464,360 | - RIAA: 2× Platinum - ARIA: 4× Platinum - BPI: 5× Platinum - BVMI: 2× Platinum - IFPI SWI: 2× Platinum - MC: 5× Platinum - RMNZ: 2× Platinum - SNEP: Diamond               |
| The Beginning                                                                           | - Vydáno: 30. listopadu 2010 - Vydavatelství: Interscope | 6                      | 6                      | 7                      | 2                      | 1                      | 2                      | 34                     | 12                     | 3                      | 8                      | - US: 800,000 - CAN: 27,400 - FRA: 459,300+    | - ARIA: Platinum - BPI: Platinum - BVMI: Gold - IFPI AUT: Gold - IFPI SWI: Platinum - RMNZ: Gold - SNEP: Diamond                                                           |
| Masters of the Sun Vol. 1                                                               | - Vydáno: 26. října 2018 - Vydavatelství: Interscope     | —                      | —                      | —                      | —                      | 112                    | —                      | —                      | —                      | 55                     | —                      |                                                | |
| Translation                                                                             | - Vydáno: 19. června 2020 - Vydavatelství: Epic          | 52                     | —                      | 45                     | 8                      | 13                     | 57                     | 18                     | —                      | 11                     | —                      |                                                | - SNEP: Platinum |
| Elevation                                                                               | - Vydáno: 11. listopadu 2022 - Vydavatelství: Epic       | —                      | —                      | —                      | —                      | 89                     | —                      | —                      | —                      | —                      | —                      |                                                | |
| "—" značí, že se nahrávka neumístila v hitparádách nebo v tomto území ani nebyla vydána |                                                          |                        |                        |                        |                        |                        |                        |                        |                        |                        |                        |                                                | |

### Kompilační alba
| Název                                                           | Detaily o albu                                          |
| --------------------------------------------------------------- | ------------------------------------------------------- |
| iTunes Originals – The Black Eyed Peas                          | - Vydáno: 20. září 2005 - Vydavatelství: Interscope     |
| The E.N.D. Summer 2010 Canadian Invasion Tour: Remix Collection | - Vydáno: 27. července 2010 - Vydavatelství: Interscope |

## Extended play
| Název                       | Detaily o EP                                              |
| --------------------------- | --------------------------------------------------------- |
| Renegotiations: The Remixes | - Vydáno: 21. března 2006 - Vydavatelství: A&M, will.i.am |

## Singly

### Jako hlavní umělec
| Název                                                                                   | Rok  | Umístění v hitparádách | Umístění v hitparádách | Umístění v hitparádách | Umístění v hitparádách | Umístění v hitparádách | Umístění v hitparádách | Umístění v hitparádách | Umístění v hitparádách | Umístění v hitparádách | Umístění v hitparádách | Certifikace | Album                             |
| Název                                                                                   | Rok  | US                     | AUS                    | AUT                    | CAN                    | GER                    | IRL                    | NL                     | NZ                     | SWI                    | UK                     | Certifikace | Album                             |
| --------------------------------------------------------------------------------------- | ---- | ---------------------- | ---------------------- | ---------------------- | ---------------------- | ---------------------- | ---------------------- | ---------------------- | ---------------------- | ---------------------- | ---------------------- | --- | --------------------------------- |
| "Fallin' Up/¿Que Dices?"                                                                | 1997 | —                      | —                      | —                      | —                      | —                      | —                      | —                      | —                      | —                      | —                      | | Behind the Front                  |
| "Joints & Jam"                                                                          | 1998 | —                      | —                      | —                      | —                      | —                      | —                      | —                      | —                      | —                      | 53                     | | Behind the Front                  |
| "Karma"                                                                                 | 1999 | —                      | —                      | —                      | —                      | —                      | —                      | —                      | —                      | —                      | —                      | | Behind the Front                  |
| "BEP Empire" / "Get Original"                                                           | 2000 | —                      | —                      | —                      | —                      | —                      | —                      | —                      | —                      | —                      | —                      | | Bridging the Gap                  |
| "Weekends" (feat. Esthero)                                                              | 2000 | —                      | 93                     | —                      | —                      | 100                    | —                      | —                      | —                      | —                      | —                      | | Bridging the Gap                  |
| "Request + Line" (feat. Macy Gray)                                                      | 2001 | 63                     | 21                     | —                      | —                      | 85                     | 45                     | 86                     | 10                     | —                      | 31                     | | Bridging the Gap                  |
| "Where Is the Love?"                                                                    | 2003 | 8                      | 1                      | 1                      | 1                      | 1                      | 1                      | 1                      | 1                      | 1                      | 1                      | - RIAA: Gold - ARIA: 4× Platinum - BPI: 3× Platinum - BVMI: 5× Gold - RMNZ: Platinum                                                                   | Elephunk                          |
| "Shut Up"                                                                               | 2003 | —                      | 1                      | 1                      | 1                      | 1                      | 1                      | 2                      | 1                      | 1                      | 2                      | - RIAA: Gold - ARIA: 2× Platinum - BPI: Gold - BVMI: Platinum - IFPI AUT: Gold - IFPI SWI: Platinum - RMNZ: Platinum                                   | Elephunk                          |
| "Hey Mama"                                                                              | 2004 | 23                     | 4                      | 4                      | 9                      | 5                      | 5                      | 5                      | 4                      | 3                      | 6                      | - RIAA: Gold - ARIA: Gold - RMNZ: Gold - BPI: Silver                                                                                                   | Elephunk                          |
| "Let's Get It Started"                                                                  | 2004 | 21                     | 2                      | 18                     | 2                      | 18                     | 11                     | 11                     | 6                      | 13                     | 11                     | - RIAA: 3× Platinum - ARIA: Platinum - BPI: Gold - BVMI: Gold - RMNZ: Gold                                                                             | Elephunk                          |
| "Don't Phunk with My Heart"                                                             | 2005 | 3                      | 1                      | 5                      | 2                      | 8                      | 4                      | 2                      | 1                      | 3                      | 3                      | - RIAA: Gold - ARIA: Platinum - BPI: Silver - RMNZ: Platinum                                                                                           | Monkey Business                   |
| "Don't Lie"                                                                             | 2005 | 14                     | 6                      | 6                      | 22                     | 12                     | 11                     | 4                      | 5                      | 11                     | 6                      | - ARIA: Gold - BPI: Silver - RMNZ: Platinum | Monkey Business                   |
| "My Humps"                                                                              | 2005 | 3                      | 1                      | 4                      | 1                      | 4                      | 1                      | 4                      | 1                      | 3                      | 3                      | - RIAA: 2× Platinum - ARIA: Platinum - BPI: Platinum - BVMI: Gold - RMNZ: Gold                                                                         | Monkey Business                   |
| "Pump It"                                                                               | 2006 | 18                     | 6                      | 14                     | 7                      | 19                     | 3                      | 15                     | 2                      | 8                      | 3                      | - ARIA: Gold - BPI: Platinum - BVMI: Gold - RMNZ: Gold                                                                                                 | Monkey Business                   |
| "Boom Boom Pow"                                                                         | 2009 | 1                      | 1                      | 3                      | 1                      | 3                      | 3                      | 4                      | 2                      | 4                      | 1                      | - RIAA: 5× Platinum - ARIA: 4× Platinum - BPI: Platinum - BVMI: Gold - IFPI SWI: Platinum - MC: 8× Platinum - RMNZ: Platinum                           | The E.N.D.                        |
| "I Gotta Feeling"                                                                       | 2009 | 1                      | 1                      | 1                      | 1                      | 3                      | 1                      | 1                      | 1                      | 1                      | 1                      | - RIAA: Diamond - ARIA: 13× Platinum - BPI: 4× Platinum - BVMI: 2× Platinum - IFPI SWI: 2× Platinum - MC: Diamond - RMNZ: 3× Platinum - SNEP: Platinum | The E.N.D.                        |
| "Meet Me Halfway"                                                                       | 2009 | 7                      | 1                      | 4                      | 5                      | 1                      | 2                      | 3                      | 3                      | 3                      | 1                      | - RIAA: 2× Platinum - ARIA: 3× Platinum - BPI: 2× Platinum - BVMI: Platinum - IFPI SWI: Gold - MC: 2× Platinum - RMNZ: Platinum                        | The E.N.D.                        |
| "Imma Be"                                                                               | 2009 | 1                      | 7                      | —                      | 5                      | 49                     | —                      | —                      | —                      | —                      | 55                     | - RIAA: 2× Platinum - ARIA: Platinum - BPI: Silver - MC: Platinum                                                                                      | The E.N.D.                        |
| "Rock That Body"                                                                        | 2010 | 9                      | 4                      | 7                      | 41                     | 10                     | 9                      | 17                     | 16                     | 27                     | 11                     | - ARIA: Platinum - BPI: Silver - MC: Gold - RMNZ: Gold                                                                                                 | The E.N.D.                        |
| "Missing You"                                                                           | 2010 | —                      | —                      | —                      | —                      | —                      | —                      | —                      | —                      | —                      | —                      | | The E.N.D.                        |
| "The Time (Dirty Bit)"                                                                  | 2010 | 4                      | 1                      | 1                      | 1                      | 1                      | 2                      | 2                      | 1                      | 1                      | 1                      | - ARIA: 3× Platinum - BPI: Platinum - BVMI: 3× Gold - IFPI SWI: 2× Platinum - RMNZ: Platinum - SNEP: Platinum                                          | The Beginning                     |
| "Just Can't Get Enough"                                                                 | 2011 | 3                      | 3                      | 2                      | 5                      | 9                      | 7                      | 11                     | 4                      | 3                      | 3                      | - ARIA: 3× Platinum - BPI: Platinum - BVMI: Gold - IFPI SWI: Platinum - RMNZ: Platinum - SNEP: Gold                                                    | The Beginning                     |
| "Don't Stop the Party"                                                                  | 2011 | 86                     | 16                     | 5                      | 18                     | 27                     | 10                     | 75                     | 9                      | 25                     | 17                     | - ARIA: Platinum - BPI: Silver - IFPI SWI: Gold - RMNZ: Gold                                                                                           | The Beginning                     |
| "Whenever"                                                                              | 2011 | —                      | —                      | —                      | —                      | —                      | —                      | —                      | —                      | —                      | —                      | | The Beginning                     |
| "#Wheresthelove" (feat. The World)                                                      | 2016 | —                      | 15                     | —                      | —                      | —                      | —                      | —                      | —                      | 41                     | 47                     | | Singl bez alb                     |
| "Ring the Alarm, Pt.1, Pt.2, Pt.3"                                                      | 2018 | —                      | —                      | —                      | —                      | —                      | —                      | —                      | —                      | —                      | —                      | | Masters of the Sun Vol. 1         |
| "Constant Pt. 1 & 2" (feat. Slick Rick)                                                 | 2018 | —                      | —                      | —                      | —                      | —                      | —                      | —                      | —                      | —                      | —                      | | Masters of the Sun Vol. 1         |
| "Big Love"                                                                              | 2018 | —                      | —                      | —                      | —                      | —                      | —                      | —                      | —                      | —                      | —                      | | Masters of the Sun Vol. 1         |
| "Be Nice" (feat. Snoop Dogg)                                                            | 2019 | —                      | —                      | —                      | —                      | —                      | —                      | —                      | —                      | —                      | —                      | | Singl bez alb                     |
| "Mami" (s Piso 21)                                                                      | 2019 | —                      | —                      | —                      | —                      | —                      | —                      | —                      | —                      | —                      | —                      | - RIAA: Gold (Latin) | El Amor En Los Tiempos Del Perreo |
| "Explosion" (s Anitta)                                                                  | 2019 | —                      | —                      | —                      | —                      | —                      | —                      | —                      | —                      | —                      | —                      | | Singl bez alb                     |
| "Ritmo" (s J Balvin)                                                                    | 2019 | 26                     | 100                    | 67                     | 31                     | 24                     | 53                     | 72                     | —                      | 6                      | —                      | - RIAA: 2× Platinum - ARIA: Gold - BPI: Silver - BVMI: Gold - IFPI AUT: Gold - IFPI SWI: Platinum - MC: 3× Platinum                                    | Mizerové navždy a Translation     |
| "Mamacita" (s Ozuna a J Rey Soul)                                                       | 2020 | 62                     | —                      | 44                     | 11                     | 31                     | —                      | 6                      | —                      | 7                      | —                      | - RIAA: Platinum - BVMI: Gold - IFPI AUT: Gold - IFPI SWI: Platinum - MC: 2× Platinum                                                                  | Translation                       |
| "Feel the Beat" (s Maluma)                                                              | 2020 | —                      | —                      | —                      | —                      | —                      | —                      | —                      | —                      | 74                     | —                      | | Translation                       |
| "Vida Loca" (s Nicky Jam a Tyga)                                                        | 2020 | —                      | —                      | —                      | —                      | —                      | —                      | —                      | —                      | —                      | —                      | | Translation                       |
| "Girl Like Me" (se Shakira)                                                             | 2020 | 67                     | —                      | —                      | 59                     | —                      | 89                     | —                      | —                      | 28                     | —                      | - RIAA: Gold - IFPI SWI: 2× Platinum | Translation                       |
| "Hit It" (feat. Saweetie a Lele Pons)                                                   | 2021 | —                      | —                      | —                      | —                      | —                      | —                      | —                      | —                      | —                      | —                      | | Singl bez alb                     |
| "El Teke Teke" (s Carlos Vives a Play-N-Skillz)                                         | 2022 | —                      | —                      | —                      | —                      | —                      | —                      | —                      | —                      | —                      | —                      | | Cumbiana II                       |
| "Don't You Worry" (se Shakira a David Guetta)                                           | 2022 | —                      | —                      | 12                     | 57                     | 43                     | —                      | 39                     | —                      | 51                     | —                      | - IFPI AUT: Gold - IFPI SWI: Gold | Elevation                         |
| "Pump It Louder" (s Tiësto)                                                             | 2022 | —                      | —                      | —                      | —                      | —                      | —                      | —                      | —                      | —                      | —                      | | Drive                             |
| "Simply the Best" (s Anitta a El Alfa)                                                  | 2022 | —                      | —                      | —                      | —                      | —                      | —                      | —                      | —                      | —                      | —                      | | Elevation                         |
| "Bailar Contigo" (s Daddy Yankee)                                                       | 2023 | —                      | —                      | —                      | —                      | —                      | —                      | —                      | —                      | —                      | —                      | - SNEP: Gold | Elevation                         |
| "Tonight" (s El Alfa feat. Becky G)                                                     | 2024 | —                      | —                      | —                      | —                      | —                      | —                      | —                      | —                      | —                      | —                      | | Mizerové: Na život a na smrt      |
| "—" značí, že se nahrávka neumístila v hitparádách nebo v tomto území ani nebyla vydána |      |                        |                        |                        |                        |                        |                        |                        |                        |                        |                        | |                                   |

### Jako vedlejší umělec
| Název                                                                                   | Rok  | Umístění v hitparádách | Umístění v hitparádách | Umístění v hitparádách | Umístění v hitparádách | Umístění v hitparádách | Umístění v hitparádách | Umístění v hitparádách | Umístění v hitparádách | Certifikace   | Album         |
| Název                                                                                   | Rok  | US Dance               | AUT                    | FRA                    | GER                    | IRL                    | NL                     | SWI                    | UK                     | Certifikace   | Album         |
| --------------------------------------------------------------------------------------- | ---- | ---------------------- | ---------------------- | ---------------------- | ---------------------- | ---------------------- | ---------------------- | ---------------------- | ---------------------- | ------------- | ------------- |
| "Mas que Nada" (Sérgio Mendes feat. the Black Eyed Peas)                                | 2006 | 13                     | 8                      | 40                     | 9                      | 9                      | 1                      | 4                      | 6                      | - BPI: Silver | Timeless      |
| "Shake Ya Boom Boom" (Static & Ben El Tavori feat. the Black Eyed Peas)                 | 2020 | —                      | —                      | —                      | —                      | —                      | —                      | —                      | —                      |               | Singl bez alb |
| "—" značí, že se nahrávka neumístila v hitparádách nebo v tomto území ani nebyla vydána |      |                        |                        |                        |                        |                        |                        |                        |                        |               |               |

### Promo singly
| "Bebot"                                                                                 | 2006 | — | —  | —  | Monkey Business                           |
| "Alive"                                                                                 | 2009 | 2 | 62 | 88 | The E.N.D.                                |
| "Do It Like This"                                                                       | 2010 | — | —  | —  | The Beginning                             |
| "Light Up the Night"                                                                    | 2010 | — | 99 | —  | The Beginning                             |
| "Yesterday"                                                                             | 2015 | — | —  | —  | Singl bez alb                             |
| "Street Livin'"                                                                         | 2018 | — | —  | —  | Masters of the Sun Vol. 1 (Japan Edition) |
| "Get It"                                                                                | 2018 | — | —  | —  | Masters of the Sun Vol. 1 (Japan Edition) |
| "No Mañana" (s El Alfa)                                                                 | 2020 | — | —  | —  | Translation                               |
| "—" značí, že se nahrávka neumístila v hitparádách nebo v tomto území ani nebyla vydána |      |   |    |    |                                           |

## Další umístěné písně
| Název                                                                                   | Rok  | Umístění v hitparádách | Umístění v hitparádách | Umístění v hitparádách | Umístění v hitparádách | Album           |
| Název                                                                                   | Rok  | US Pop                 | AUS                    | CAN                    | UK Dance               | Album           |
| --------------------------------------------------------------------------------------- | ---- | ---------------------- | ---------------------- | ---------------------- | ---------------------- | --------------- |
| "Gone Going" (feat. Jack Johnson)                                                       | 2006 | 37                     | —                      | —                      | —                      | Monkey Business |
| "Showdown"                                                                              | 2009 | —                      | 66                     | —                      | —                      | The E.N.D       |
| "Love You Long Time"                                                                    | 2010 | —                      | —                      | —                      | 36                     | The Beginning   |
| "Someday"                                                                               | 2010 | —                      | —                      | 80                     | —                      | The Beginning   |
| "—" značí, že se nahrávka neumístila v hitparádách nebo v tomto území ani nebyla vydána |      |                        |                        |                        |                        |                 |

## Video alba
| Název                         | Detaily                                               | Certifikace      |
| ----------------------------- | ----------------------------------------------------- | ---------------- |
| Behind the Bridge to Elephunk | - Vydáno: 31. května 2004 - Vydavatelství: Interscope | - ARIA: Gold     |
| Live from Sydney to Vegas     | - Vydáno: 4. prosince 2006 - Vydavatelství: A&M       | - ARIA: Platinum |

## Videoklipy
| Název                               | Rok  | Režisér                                |
| ----------------------------------- | ---- | -------------------------------------- |
| "Head Bobs"                         | 1998 | Brian Beletic                          |
| "Fallin' Up"                        | 1998 | Brian Beletic                          |
| "Joints & Jams"                     | 1998 | Brian Beletic                          |
| "Karma"                             | 1998 | Brian Beletic                          |
| "What It Is"                        | 1999 | Brian Beletic                          |
| "BEP Empire"                        | 2000 | Brian Beletic                          |
| "Weekends"                          | 2000 | Brian Beletic                          |
| "Request + Line"                    | 2001 | Joseph Kahn                            |
| "Get Original"                      | 2001 | Anthony Mandler                        |
| "Where Is the Love?"                | 2003 | will.i.am                              |
| "Shut Up"                           | 2003 | The Malloys                            |
| "Hey Mama"                          | 2004 | Rainbows & Vampires/Fatima Robinson    |
| "Let's Get It Started"              | 2004 | Francis Lawrence                       |
| "The Apl Song"                      | 2004 | Patricio Ginelsa                       |
| "The Boogie That Be"                | 2004 | Patricio Ginelsa                       |
| "Don't Phunk with My Heart"         | 2005 | The Malloys                            |
| "Don't Lie"                         | 2005 | The Saline Project                     |
| "My Humps"                          | 2005 | Fatima Robinson & Malik Sayeed         |
| "Like That"                         | 2005 | Syndrome/Nabil Elderkin                |
| "Pump It"                           | 2006 | Francis Lawrence                       |
| "Bebot"                             | 2006 | Patricio Ginelsa                       |
| "Union"                             | 2006 | Patricio Ginelsa                       |
| "Mas Que Nada"                      | 2006 | Syndrome/Nabil Elderkin                |
| "Boom Boom Pow"                     | 2009 | Mat Cullen & Mark Kudsi                |
| "I Gotta Feeling"                   | 2009 | Ben Mor                                |
| "Meet Me Halfway"                   | 2009 | Ben Mor                                |
| "Imma Be Rocking That Body"         | 2010 | Rich Lee                               |
| "Xoxoxo"                            | 2010 | Pasha Shapiro & Ernst Weber            |
| "The Time (Dirty Bit)"              | 2011 | Rich Lee, Pasha Shapiro & Ernst Weber  |
| "Just Can't Get Enough"             | 2011 | Ben Mor                                |
| "Don't Stop the Party"              | 2011 | Ben Mor                                |
| "Yesterday"                         | 2015 | Pasha Shapiro & Alissa Torvinen        |
| "#WHERESTHELOVE"                    | 2016 | Michael Jurkovac                       |
| "STREET LIVIN"                      | 2018 | Pasha Shapiro                          |
| "RING THE ALARM pt.1, pt.2, pt.3"   | 2018 | Mazik Self                             |
| "GET IT"                            | 2018 | Ben Mor                                |
| "CONSTANT pt.1, pt.2"               | 2018 | will.i.am & Ernst Weber                |
| "BIG LOVE"                          | 2018 | will.i.am                              |
| "DOPENESS"                          | 2018 | Ben Mor                                |
| "YES OR NO"                         | 2018 | Shadae Lamar Smith                     |
| "NEW WAVE"                          | 2018 | Shadae Lamar Smith                     |
| "BACK 2 HIPHOP"                     | 2018 | Shadae Lamar Smith                     |
| "VIBRATIONS pt.1, pt.2"             | 2019 |                                        |
| "4EVER"                             | 2019 | Kevin Chao                             |
| "GET READY"                         | 2019 | Kevin Chao                             |
| "Be Nice"                           | 2019 | Kevin Chao                             |
| "eXplosion"                         | 2019 | will.I.am, Pasha Shapiro & Ernst Weber |
| "RITMO (Bad Boys for Life)"         | 2019 | Colin Tilley                           |
| "RITMO (Bad Boys for Life)" (Remix) | 2019 | Colin Tilley                           |
| "MAMACITA"                          | 2020 | Director X                             |
| "NO MAÑANA"                         | 2020 | will.i.am & Sterling Hampton           |
| "FEEL THE BEAT"                     | 2020 | Ben Mor                                |
| "ACTION"                            | 2020 | will.i.am, Pasha Shapiro & Ernst Weber |
| "VIDA LOCA"                         | 2020 | Ben Mor                                |
| "Shake Ya Boom Boom"                | 2020 | Kevin Chao                             |
| "The Love"                          | 2020 | will.i.am & Sterling Hampton           |
| "GIRL LIKE ME"                      | 2020 | Rich Lee                               |
| "DON'T YOU WORRY"                   | 2022 | Director X                             |
| "SIMPLY THE BEST"                   | 2022 | Kevin Chao                             |
| "DOUBLE D'Z"                        | 2022 | Kevin Chao                             |
| "BAILAR CONTIGO"                    | 2023 | Kevin Chao                             |

## Spolu umělec
| Název               | Rok  | Další umělec     | Album                                                  |
| ------------------- | ---- | ---------------- | ------------------------------------------------------ |
| "Complete Beloved"  | 2000 | —                | Love & Basketball                                      |
| "I Want Cha"        | 2001 | —                | Scary Movie                                            |
| "Magic"             | 2001 | Terry Dexter     | Pravá blondýnka                                        |
| "La Paga (Remix)"   | 2003 | Juanes           | Mi Sangre (Tour Edition 2005)                          |
| "For the People"    | 2004 | —                | Yu-Gi-Oh! ve filmu                                     |
| "Get Your Hands Up" | 2006 | Fergie           | The Dutchess                                           |
| "Express Yourself"  | 2007 | —                | Bratz: Motion Picture Soundtrack                       |
| "Someday"           | 2010 | —                | Knight and Day                                         |
| "One"               | 2010 | U2               | The 25th Anniversary Rock & Roll Hall Of Fame Concerts |
| "Gimme Shelter"     | 2010 | U2 a Mick Jagger | The 25th Anniversary Rock & Roll Hall Of Fame Concerts |